# 播磨ジャンクション
播磨ジャンクション （はりまジャンクション）は、兵庫県たつの市にある山陽自動車道と播磨自動車道のジャンクションである。
建設時の仮称は龍野西JCTであった。

## 歴史
- 2003年（平成15年）3月29日：播磨自動車道の播磨JCT - 播磨新宮IC間開通に伴い、供用開始[2]。

## 接続する道路
- E2 山陽自動車道（9-1番）
- E29 播磨自動車道

## 隣
E2 山陽自動車道
(9) 龍野西IC - 龍野西SA - (9-1) 播磨JCT - (10) 赤穂IC
E29 播磨自動車道
(9-1) 播磨JCT - (1) 播磨新宮IC